# Antonaria dentata
Antonaria dentata is een keversoort uit de familie halstandhaantjes (Megalopodidae). De wetenschappelijke naam van de soort werd in 2002 gepubliceerd door Erber & Medvedev.